# Kim Siêu Quần
Kim Siêu Quần (tiếng Trung: 金超群, sinh ngày 26 tháng 11 năm 1951) là một diễn viên Đài Loan nổi tiếng khắp Đông Á và Đông Nam Á qua vai diễn Bao Chửng trong bộ phim truyền hình Bao Thanh Thiên phát sóng năm 1993. Tính đến năm 2012, ông đã thể hiện vai Bao Chửng trong hơn 700 tập phim truyền hình sản xuất ở Đài Loan, Hồng Kông, Singapore và Trung Quốc đại lục. Năm 1997, ông bỏ tiền xây dựng "Xưởng phim Siêu Quần" ở Thanh Đảo (Trung Quốc) để quay phim truyền hình về Bao Chửng.

## Nghiệp diễn
Kim Siêu Quần tham gia diễn kịch từ năm 18 tuổi, kinh qua các vị trí như diễn viên, đạo diễn và giám đốc. Ông còn làm diễn viên và phó đạo diễn phim điện ảnh. Thuở đó ông thường vào vai phản diện.
Ông cùng Hà Gia Kính tham gia bộ phim truyền hình Đài Loan "Bát thiên lý lộ vân hòa nguyệt" (dịch là Tám ngàn dặm cùng mây và trăng, tên bộ phim khi phát sóng tại Việt Nam là Nửa cõi sơn hà), trong đó Hà Gia Kính vào vai anh hùng Nhạc Phi, còn Kim Siêu Quần vào vai gian thần Tần Cối hại chết Nhạc Phi. Bộ phim đã trở nên nổi tiếng khắp Đài Loan và Hà Gia Kính và Kim Siêu Quần cùng nhau bắt đầu tạo dựng tên tuổi trong các hộ gia đình thời bấy giờ.
Kim Siêu Quần từng tham gia ứng cử Lập pháp viện vào năm 1992 nhưng không thành công. Em trai Kim Siêu Vĩ (金超偉) của ông làm cố vấn cho Tân Đảng.
Năm 1993, ông vào vai chính Bao Chửng trong phim truyền hình Bao Thanh Thiên (bộ phim ông tái hợp với Hà Gia Kính - người vào vai Triển Chiêu hộ vệ cho Bao Chửng) và giành Giải Chuông Vàng (金鐘獎) cho nam diễn viên xuất sắc nhất vào năm 1995. Năm 1994, ông giải ước thành nghệ sĩ tự do. Thời gian đó ông tham gia hơn 50 phim truyền hình, đồng thời làm biên kịch, đạo diễn, nhà sản xuất và giảng dạy các khóa diễn xuất tại Trường Công lập Hí khúc Đài Loan (國立臺灣戲曲學院).
Kim Siêu Quần dành hầu như toàn bộ tiền bạc tích góp được để mở "Xưởng phim Siêu Quần" ở thành phố Thanh Đảo, tỉnh Sơn Đông, Trung Quốc. Xưởng của ông chỉ sản xuất "phim Bao Công", "không cho thuê" và cũng "không đón khách". Những năm gần đây, ông còn tham gia biên kịch một số tập phim. Ông cho biết sẽ tranh thủ mỗi năm sẽ ra mắt một phần Bao Thanh Thiên mới cho đến khi đạt con số 1.000 tập phim.

## Phim tham gia

### Điện ảnh
| Năm  | Tựa                                                        | Thủ vai   | Ghi chú        |
| ---- | ---------------------------------------------------------- | --------- | -------------- |
| 1979 | 索命三娘 (Tác mệnh tam nương)                              |           |                |
| 1994 | 清官難審 (Thanh quan nan thẩm)                             |           |                |
| 1995 | 真相 (Chân tướng)                                          |           |                |
| 2005 | 包青天之五鼠鬥御貓 (Bao Thanh Thiên: Ngũ thử đấu Ngự miêu) | Bao Chửng | kiêm biên kịch |

### Truyền hình
| Năm  | Tựa                                                             | Thủ vai               | Ghi chú                                                                           |
| ---- | --------------------------------------------------------------- | --------------------- | --------------------------------------------------------------------------------- |
| 1986 | 楊貴妃 (Dương Quý Phi)                                          | Cao Lực Sĩ            |                                                                                   |
| 1988 | 八千里路雲和月 (Bát thiên lý lộ vân hoà nguyệt/Nửa cõi sơn hà)  | Tần Cối               |                                                                                   |
| 1988 | 在水一方 (Bên Dòng Nước)                                        | Chu Tự Canh           |                                                                                   |
| 1989 | 一門英烈穆桂英 (Nhất môn anh liệt Mộc Quế Anh)                  | Khấu Chuẩn            |                                                                                   |
| 1993 | 包青天 (Bao Thanh Thiên)                                        | Bao Chửng             | Giành giải Chuông Vàng cho Nam diễn viên chính xuất sắc nhất của phim truyền hình |
| 1994 | 天師鍾馗 (Thiên sư Chung Quỳ)                                   | Chung Quỳ & Bao Chửng |                                                                                   |
| 1994 | 新包青天 (Tân Bao Thanh Thiên)                                  | Bao Chửng             |                                                                                   |
| 1995 | 碧血青天楊家將 (Bích huyết thanh thiên Dương gia tướng)         | Bao Chửng             |                                                                                   |
| 1995 | 天師鍾馗II (Thiên sư Chung Quỳ phần II)                         | Chung Quỳ             |                                                                                   |
| 1998 | 霹靂菩薩 (Bồ Tát Phích Lịch)                                    |                       |                                                                                   |
| 2003 | 包公出巡 (Bao Công xuất tuần)                                   | Bao Chửng             | nhà đồng sản xuất                                                                 |
| 2003 | 包公奇案 (Bao Công kì án)                                       | Bao Chửng             |                                                                                   |
| 2007 | 包青天之白玉堂傳奇 (Bao Thanh Thiên: Truyền kì Bạch Ngọc Đường) | Bao Chửng             |                                                                                   |
| 2008 | 包青天 (Bao Thanh Thiên)                                        | Bao Chửng             | kiêm biên kịch                                                                    |
| 2010 | 包青天之七俠五義 (Tân Bao Thanh Thiên 1)                        | Bao Chửng             | cũng là nhà sản xuất                                                              |
| 2011 | 包青天之碧血丹心 (Tân Bao Thanh Thiên 2)                        | Bao Chửng             | cũng là nhà sản xuất                                                              |
| 2012 | 包青天之開封奇案 (Tân Bao Thanh Thiên 3)                        | Bao Chửng             | cũng là nhà sản xuất                                                              |